# 松原ひろの
松原 ひろの（まつばら ひろの、1967年1月31日 - ）は、日本の女優、声優。東京都出身。身長162cm。体重47kg。円企画に所属。

## 来歴
1990年に円演劇研究所入所。1992年、演劇集団 円会員昇格。

## 人物
特技はアーチェリー、水泳。資格は普通自動車免許（ペーパー）、原付免許。
声種はメゾソプラノ。
夫は俳優で大沢事務所所属の加藤雅也。

## 出演

### テレビドラマ
- 西村京太郎トラベルミステリー「山手線五・八キロの証言」（1993年、テレビ朝日） - カメラ店の店員
- 暴れん坊将軍V 第12話「二人妻の用心棒」（1993年、テレビ朝日・東映） - 千乃
- 闇を斬る!大江戸犯科帳 第16話「道化の涙」（1993年、NTV・ユニオン映画） - おしの
- 火曜サスペンス劇場「松本清張スペシャル・喪失の儀礼」（1994年、NTV・松竹）
- 金曜エンタテイメント「赤い霊柩車 婚約者は死者」（1996年、CX・大映テレビ）
- 偽造法廷（1996年）
- すずらん（1999年、NHK）
- TEAM（1999年、フジテレビ）
- 永遠の君へ（2004年、CX・東海テレビ・東宝）
- ベビーシッターの危険な好奇心（2007年、TBS・大映テレビ）
- 京都祇園入り婿刑事事件簿7（2000年） - 早瀬美由紀
- 天使が消えた街（2000年、日本テレビ）
- はぐれ刑事純情派（2001年） - 新藤弓子
- はるちゃん5（2001年）
- はぐれ刑事純情派（2002年） - 桂木久美子
- 森村誠一の終着駅シリーズ

### 映画
- いつか どこかで（1992年）

### 舞台
- おかる物語
- 県人会寮榎荘物語
- 今夜おじゃまします
- 桜の園
- 三人姉妹
- 三文オペラ
- シラノ・ド・ベルジュラック
- バスに乗る天使たち‐障害者移動支援事業所こもれび -
- 母
- ペレアスとメリザンド
- 望郷の歌
- マクベス
- ムーンチルドレン
- わが師わが街

### テレビアニメ
- 名探偵コナン（1997年 - 2001年） - 桂木幸子
- ウエルベールの物語 SIsters of Wellber 第二幕（2007年） - カリーナ・シオール

### 吹き替え

#### 映画
- ノーマンズ・ランド（アン・バリック〈ララ・ハリス〉）※テレビ東京版

#### ドラマ
- ER緊急救命室（ニコール）
- カリフォルニア・ドリーム
- デスパレートな妻たち
- ミス・マープル4 魔術の殺人（ミルドレッド）
- モデル・エージェンシー 女たちの闘い

### CM
- 三菱地所（ナレーション）